# Vrbice (ort i Tjeckien, Mellersta Böhmen)
Vrbice är en ort i Tjeckien.   Den ligger i regionen Mellersta Böhmen, i den centrala delen av landet, 60 km öster om huvudstaden Prag. Vrbice ligger 208 meter över havet och antalet invånare är 182.
Terrängen runt Vrbice är platt, och sluttar västerut. Runt Vrbice är det ganska glesbefolkat, med 45 invånare per kvadratkilometer. Närmaste större samhälle är Kolín, 17,1 km söder om Vrbice. Trakten runt Vrbice består till största delen av jordbruksmark.